# Foster's Lager
Foster's Lager er en internationalt distribueret australsk øl. Den brygges under licens i USA og Rusland. Heineken International ejer de europæiske rettigheder og sælger den i de fleste europæiske lande, herunder England, Grækenland, Frankrig, Belgien, Portugal, Polen, Finland, Tyskland, Spanien, Sverige, Ukraine og Irland. Øllet har en alkoholprocent på 4,9 (4% i Europa).
I april 2006 annoncerede Scottish & Newcastle plc at det havde planer om at lancere Foster's Lager 
i Europa (inklusive Tyrkiet), Den Russiske Føderation og andre lande i SNG for cirka 309 millioner britiske pund.
Foster's Lagers slogan er The Amber Nectar i Australien og Storbritannien, og Australian for Beer i resten af Europa. 
I Australien bruges mærket Foster's også om en del andre øltyper, blandt andet Foster's Light Ice, en American-Style Lager med lavt alkoholindhold. 

## Links
- Foster's i Storbritannien